# لويس فارغاس بينا
لويس فارغاس بينا (بالإسبانية: Luis Vargas Peña)‏ (1905 – 1994) لاعب كرة قدم باراغواياني راحل كان يجيد اللعب في مركز المهاجم الخارجي .
يعتبر غونزاليز أحد أفضل لاعبي كرة القدم الباراغوايانية قبل الحرب العالمية الثانية . في بطولة كأس العالم لكرة القدم 1930 التي أقيمت في الأوروغواي سجل أول هدف لصالح منتخب بلاده في بطولات كأس العالم وذلك في مرمى منتخب بلجيكا كما كان قائدا للمنتخب في تلك البطولة .
لعب طوال مسيرته الرياضية كلاعب في نادي أوليمبيا أسونسيون .

## وصلات خارجية
- لويس فارغاس بينا على موقع الاتحاد الدولي (مؤرشف)  (الإنجليزية)
- لويس فارغاس بينا على موقع قاعدة بيانات كرة القدم.إي يو (الإنجليزية)
- لويس فارغاس بينا على موقع ناشيونال فوتبول تيمز (الإنجليزية)
- لويس فارغاس بينا على موقع Soccerway.com (الإنجليزية)
- لويس فارغاس بينا على موقع عالم كرة القدم.نت (الإنجليزية)

- اسم الكتاب: موسوعة كرة القدم المؤلف: أ. غوفارزيفسكي سنة النشر: 1993
- هذا الاتحاد الدولي لكرة القدم
- هذا منتخب الباراغواي